# Miodrag Živaljević
Miodrag Živaljević, kyrillisch: Mиoдpaг Живaљeвић (* 9. September 1951 in  Kragujevac, SFR Jugoslawien) ist ein ehemaliger jugoslawischer Fußballspieler.
Der Stürmer begann seine Karriere 1969 bei FK Partizan Belgrad. Nach einem kurzen Aufenthalt bei FK Spartak Subotica wechselte er 1976 zum deutschen Bundesligisten 1. FC Nürnberg. Für den Club absolvierte er 19 Bundesligaspiele (4 Tore) und 47 Zweitligaspiele (10 Tore). 1979 wechselte er für eine Saison zu Olympique Lyon, bevor er noch ein Jahr bei Stade Rennes spielte. Anfang der 1980er Jahre spielte er noch in Larnaka auf Zypern.